# إل جي Vu
إل جي Vu (بالإنجليزية: LG Vu)‏ هو هاتف محمول من مجموعة إل جي.

## الخصائص
- الكاميرا الخلفية: 2 ميجابكسل
- الشاشة: شاشة لمس 240 × 400
- المعالج: 400 ميجا هرتز